# Wakuya
Wakuya (涌谷町, Wakuya-chō) est un bourg du district de Tōda, dans la préfecture de Miyagi, au Japon.

## Géographie

### Démographie
Au 1er décembre 2014, la population de Wakuya s'élevait à 16 821 habitants répartis sur une superficie de 82,08 km2.

## Transports
Wakuya est desservi par les lignes Ishinomaki et Kesennuma de la compagnie JR East.